# Nerocila donghaiensis
Nerocila donghaiensis är en kräftdjursart som beskrevs av Yu och Li 2002. Nerocila donghaiensis ingår i släktet Nerocila och familjen Cymothoidae. Inga underarter finns listade i Catalogue of Life.